# Rågrundet, Larsmo och Karleby
Rågrundet är en ö i Finland. Den ligger i Bottenviken och i kommunerna Larsmo och Karleby i landskapen Österbotten och Mellersta Österbotten, i den nordvästra delen av landet. Ön ligger omkring 110 kilometer nordöst om Vasa och omkring 430 kilometer norr om Helsingfors.
Öns area är 1,3 hektar och dess största längd är 170 meter i nord-sydlig riktning.